# ボンヌ・ド・リュクサンブール
ボンヌ・ド・リュクサンブール（Bonne de Luxembourg, 1315年3月20日 - 1349年9月11日）は、フランス王ジャン2世の妃。ジャン2世が即位する前年に死去したため、王妃にはならなかった。
ドイツ語名はユッタ（Jutta）またはグタ（Guta）。

## 生涯
ルクセンブルク家のボヘミア王ヨハン（盲目王）と、ボヘミアおよびポーランドの王ヴァーツラフ2世の娘エリシュカの娘として生まれた。神聖ローマ皇帝カール4世は同母弟、フランス王シャルル4世の2番目の王妃マリー・ド・リュクサンブールは叔母に当たる。
1332年7月28日に17歳で王太子ジャン、後のジャン2世と結婚した。この時、新郎は13歳であった。その後、ボンヌが死去するまでに、2人は4男7女をもうけた。
- ブランシュ（1336年）
- シャルル5世（1338年 - 1380年） - フランス王
- カトリーヌ（1338年）
- ルイ（1339年 - 1384年） - ヴァロワ＝アンジュー家の祖、アンジュー公、プロヴァンス伯、ナポリ王
- ジャン（1340年 - 1416年） - ベリー公
- フィリップ（1342年 - 1404年） - ヴァロワ＝ブルゴーニュ家の祖、ブルゴーニュ公（豪胆公と呼ばれる）
- ジャンヌ（1343年 - 1373年） - ナバラ王カルロス2世（悪人王、エヴルー伯シャルル）と結婚
- マリー（1344年 - 1404年） - バル公ロベール1世と結婚
- アニェス（1345年 - 1349年）
- マルグリット（1347年 - 1352年）
- イザベル（1348年 - 1372年） - ミラノ公ジャン・ガレアッツォ・ヴィスコンティと結婚

1349年にボンヌはペストで亡くなり、モーブッソン修道院（Abbaye de Maubuisson）に埋葬された。